# Moon Patrol
Moon Patrol – komputerowa gra zręcznościowa stworzona przez firmę Irem i wydana w 1982 roku. Gracz kieruje czołgiem księżycowym wyposażonym w dwa działka i generator pola antygrawitacji pozwalający przeskakiwać przeszkody, a jego celem jest patrolowanie księżyca i niszczenie napotkanych po drodze przeciwników. Gra ukazała się na wielu platformach sprzętowych: automaty arcade, Atari, Commodore, PC.